# Ásatrúarfélagið
Dieser Artikel wurde in der Qualitätssicherung Religion eingetragen. Hilf mit, die inhaltlichen Mängel dieses Artikels zu beseitigen, und beteilige dich an der Diskussion.
Ásatrúarfélagið (ˈauːsatruːarˌfɛːlaijɪð) (die Ásatrú-Vereinigung oder die Asenglaubensvereinigung) ist eine isländische Religion mit der Zielsetzung der Weiterführung bzw. Wiederbelebung der Germanischen Religion. Sie wurde 1973 von staatlicher Seite offiziell als Religionsgemeinschaft anerkannt und darf somit unter anderem Trauungen und andere rechtsverbindliche Zeremonien durchführen. Die Mitgliedschaft steht allen isländischen Staatsangehörigen sowie unabhängig von der Staatsbürgerschaft allen Menschen mit Wohnsitz in Island offen. Jeder Beitritt oder Austritt wird beim nationalen Bevölkerungsregister (þjóðskrá) registriert.
Das isländische Neuheidentum kann – mit einiger Vorsicht – als einzige neoethnische Religion der germanischen Sprachregion betrachtet werden.
| Jahr | Mitglieder |
| ---- | ---------- |
| 1972 | 21         |
| 1985 | 74         |
| 1992 | 119        |
| 1994 | 172        |
| 2002 | 628        |
| 2014 | 2382       |
| 2015 | 2675       |
| 2016 | 3583       |
| 2017 | 4126       |
| 2018 | 4428       |
| 2019 | 4487       |
| 2021 | 5502       |
| 2022 | 5740       |
| 2023 | 5986       |
| 2024 | 6135       |
| 2025 | 6222       |

## Die Wurzeln der Bewegung

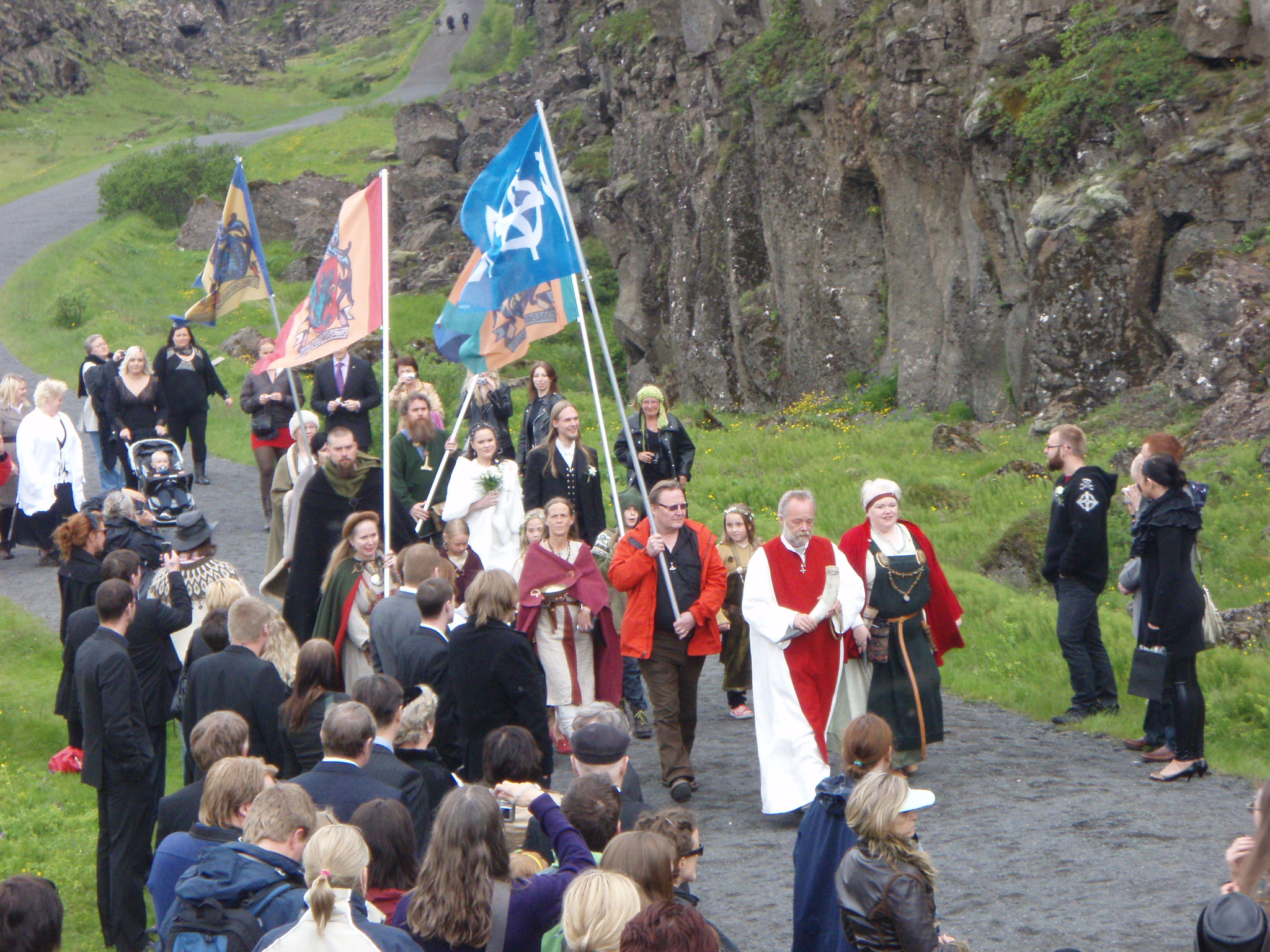
Hilmar Örn Hilmarsson und andere Ásatrúarfélagið-Mitglieder auf dem Weg zu einem Blót im Þingvellir im Sommer des Jahres 2009

Die Idee zur Gründung einer Religionsgemeinschaft entstand im Spätwinter 1972 bei Gesprächen in einem Café in Reykjavík. Die vier Männer, die später zu den Gründungsmitgliedern der Ásatrúarfélagið werden sollten, waren Sveinbjörn Beinteinsson, ein Landwirt und traditioneller Dichter, Jörmundur Ingi Hansen, eine Art „Hansdampf in allen Gassen“, der eine gewisse Prominenz in der Reykjavíker Hippiebewegung genoss, Dagur Thorleifsson, ein Journalist und aktives Mitglied der Reykjavíker Theosophen-Loge, sowie Þorsteinn Guðjónsson, der Vorsitzende des Vereins Nýalssinna (Félag Nýalssinna), der sich der Pflege und Verbreitung der Nýall-Theorien (näheres dazu siehe unten) von Helgi Pjeturss verschrieben hat. Sveinbjörn Beinteinsson sagte über die Gründung der Ásatrúarfélagið, dass sie „auf einem Glauben an die verborgenen Kräfte im Lande“ basierte und aus dem Wunsch der Isländer entstand, „ihren eigenen Glauben zu pflegen und nicht mehr den importierten Religionen folgen zu müssen“.
Das Ásatrúarfélagið wurde zu Mittsommer 1972 in einer Sitzung im Hotel Borg formell gegründet. In einer Sitzung kurz danach wurde Sveinbjörn Beinteinsson zum Vorsitzenden der Gemeinschaft gewählt und auch zum ersten Allsherjargoden ernannt.

## Staatliche Anerkennung
Kurz vor Weihnachten 1972, als die Ásatrúarfélagið aus gerade einmal 21 Personen bestand, suchten Sveinbjörn Beinteinsson und Þorsteinn Guðjónsson den damaligen isländischen Minister für Justiz und kirchliche Angelegenheiten auf und bekundeten ihr Interesse an der Eintragung der Ásatrúarfélagið als offiziell staatlich anerkannte Religionsgemeinschaft. Der Minister hielt den Antrag dem Vernehmen nach zunächst für einen schlechten Witz. Erst als ihm Sveinbjörn und Þorsteinn glaubhaft machen konnten, dass sie es ernst meinten, forderte er von ihnen die notwendigen Unterlagen an. Sveinbjörn berichtete, dass daraufhin, kurz nachdem er und Þorsteinn das Ministerium verlassen hatten, die gesamte Beleuchtung im Stadtzentrum aufgrund eines Gewitters ausfiel, so dass der Minister buchstäblich im Dunkeln saß. Die Zeitung Vísir schrieb darüber in einem etwas scherzhaften Ton, dass die Vertreter der Ásatrúarmenn nur sehr vage Antworten aus dem Ministerium bekamen – und offensichtlich habe der Donnergott Þórr davon genauso wenig gehalten wie die Ásatrúarmenn, denn als ihr Besuch bei dem Minister beendet war, gab es ein fürchterliches „Donnerwetter“ in der Reykjavíker Innenstadt, das zu erheblichen Sachschäden in unmittelbarer Nähe des Ministeriums führte.
Sigurbjörn Einarsson, der damalige Bischof Islands, empfahl dem Ministerium in einer schriftlichen Stellungnahme, der Organisation die staatliche Anerkennung zu verweigern. Er argumentierte dahingehend, dass die isländische Verfassung im Wortlaut jedem das Recht einräume, einen Verein zu gründen, um „Gott zu dienen“, was auf eine monotheistische Auffassung von Religionsausübung schließen lasse, und er verwies auf eine bereits vorliegende ältere juristische Stellungnahme, nach der demzufolge polytheistisch-religiöse Organisationen nicht durch die isländische Verfassung geschützt seien. Sigurbjörn kritisierte auch die vagen Lehren der Organisation, die geringe Anzahl ihrer Mitglieder, das Fehlen eines religiösen Oberhauptes sowie eines „Hauses der Andacht“. Weiterhin äußerte er sich besorgt über die möglichen moralischen Lehren einer heidnischen Organisation, besonders hinsichtlich der Freiheit des Einzelnen, Polygamie und Schutz der Persönlichkeit.
Nach Sigurbjörns Meinung hatte es die bislang bedeutendsten Bestrebungen zur Wiederbelebung des germanischen Heidentums im Deutschen Reich zur Zeit des Nationalsozialismus gegeben, und diese seien eng mit der Rassenideologie des Nazi-Regimes verknüpft gewesen. Er wies in diesem Zusammenhang darauf hin, dass sich die Antragsteller selbst als Anhänger der „Nýall-Theorien“ des Helgi Pjeturss betrachteten, die ähnliche rassistische Elemente wie die Nazi-Ideologie enthalte, wobei derartige Ansichten nicht von allen Nýall-Anhängern vertreten wurden. Andererseits traten auch nicht alle Nýall-Anhänger der Ásatrúarfélagið bei.
Sveinbjörn Beinteinsson schrieb zu dieser Thematik später in seiner Autobiografie:

„Pétur bróðir las sér til um kenningar Helga Pjeturss og hreifst mjög af þeim. Þá fór ég að kynna mér þær líka og fannst þær merkilegar. Einkum höfðaði til mín kenning hans um lífið á öðrum stjörnum eða hnöttum sem kom í staðinn fyrir gömlu hugmyndina um himnaríki; það varð allt skiljanlegra og efnislegra hjá honum. Helgi var líka með merkilegar kenningar um drauma, hann taldi að þeir yrðu fyrir áhrif frá öðrum mönnum, jafnvel öðrum stjörnum. Þetta hafði áhrif á mig.“

„Mein Bruder Pétur las Bücher von Helgi Pjeturss und war von ihnen fasziniert. Daraufhin begann auch ich, diese Theorien zu studieren und fand sie bemerkenswert. Was mir besonders daran gefiel, waren seine Theorien über das Leben auf anderen Planeten, die die alte Idee des Himmels ersetzten - das war alles so viel greifbarer und verständlicher. Helgi hatte auch außergewöhnliche Theorien über Träume. Er dachte, sie beruhen auf dem Einfluss von anderen Menschen, ggf. auch von anderen Sternen. Das hat mich schon beeinflusst.“

Þorsteinn Guðjónsson war sowohl vor als auch nach der Gründung der Ásatrúarfélagið ein treuer Nýall-Anhänger. In den späten 1980er Jahren gab er eine englischsprachige Zeitschrift namens Huginn & Muninn heraus, die sich mit den Nýall-Theorien auseinandersetzte. Auch Jörmundur Ingi Hansen nahm an einigen Nýall-Séancen teil. In einem Interview aus dem Jahre 2008 sagte er aber, „er habe nicht das Gefühl gehabt, in diesen Sitzungen wirklich neue Informationen erhalten zu haben.“
Als Antwort auf die Kritik des Bischofs erläuterten die Heiden, dass das Christentum auch einige polytheistische Elemente aufweise, und dass zum Heidentum durchaus auch der Glaube an ein Höchstes Wesen gehören könne. Sie bestritten jegliche Verbindung mit dem Nationalsozialismus und argumentierten, dass es zweifelhaft sei, dass es im Dritten Reich wirkliche Heiden gegeben habe, während es unstrittig sei, dass eine Reihe von christlichen Gruppierungen mit den Nazis zusammengearbeitet habe.
Begleitet von Debatten im Althing, dem isländischen Parlament, und einem erheblichen Medienecho wurde das Ásatrúarfélagið schließlich im Mai 1973 von der isländischen Regierung offiziell als religiöse Organisation anerkannt. Dies verlieh ihr das Recht, Ehen zu schließen und andere rechtsverbindliche Zeremonien durchzuführen. Darüber hinaus ist sie berechtigt, einen ihrer Mitgliederzahl gemäßen Anteil an der Kirchensteuer zu erhalten.

## Die Allsherjargoden

### 1.AllsherjargoðiSveinbjörn Beinteinsson (1972–1993)

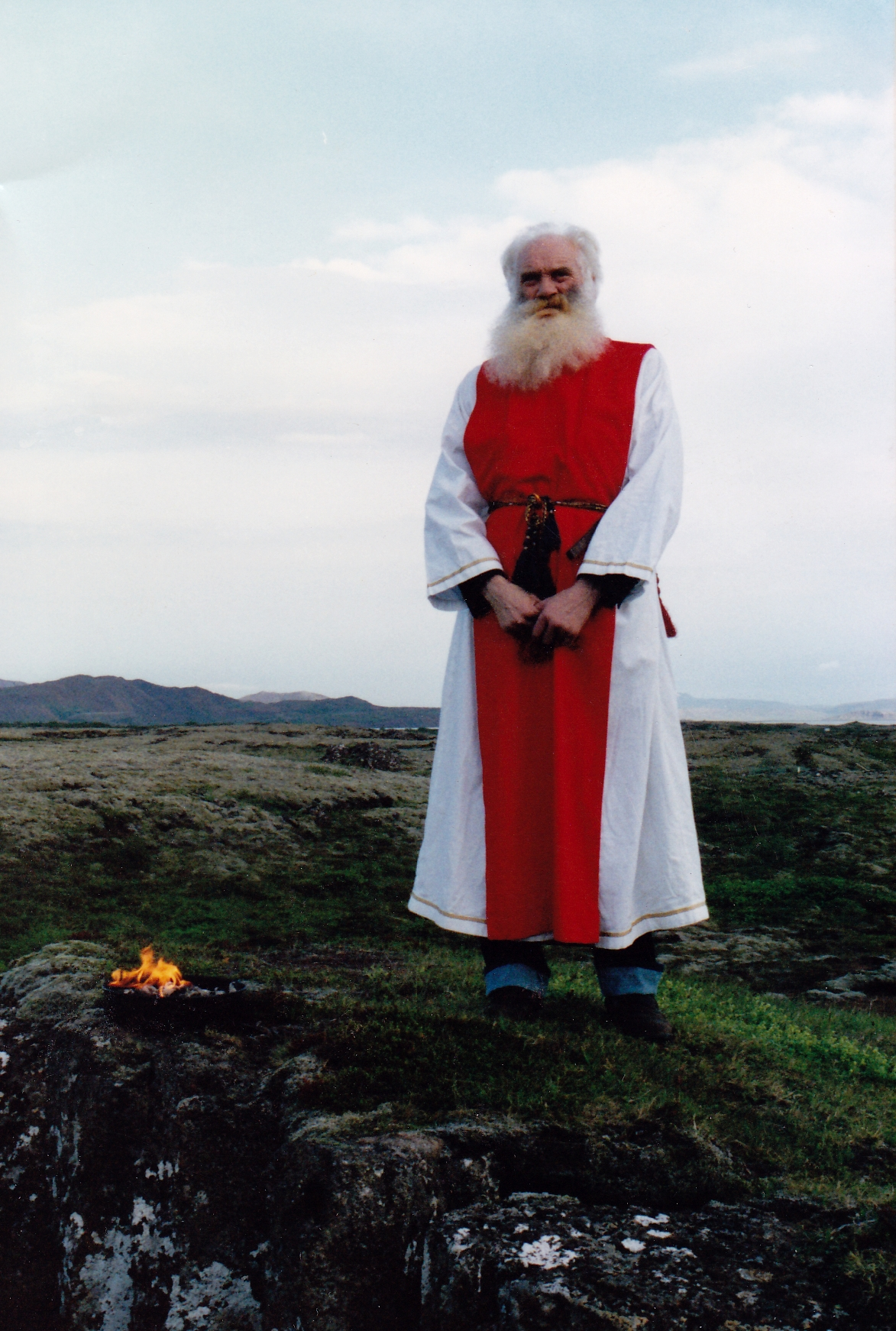
Sveinbjörn Beinteinsson bei einem Blót im Jahre 1991

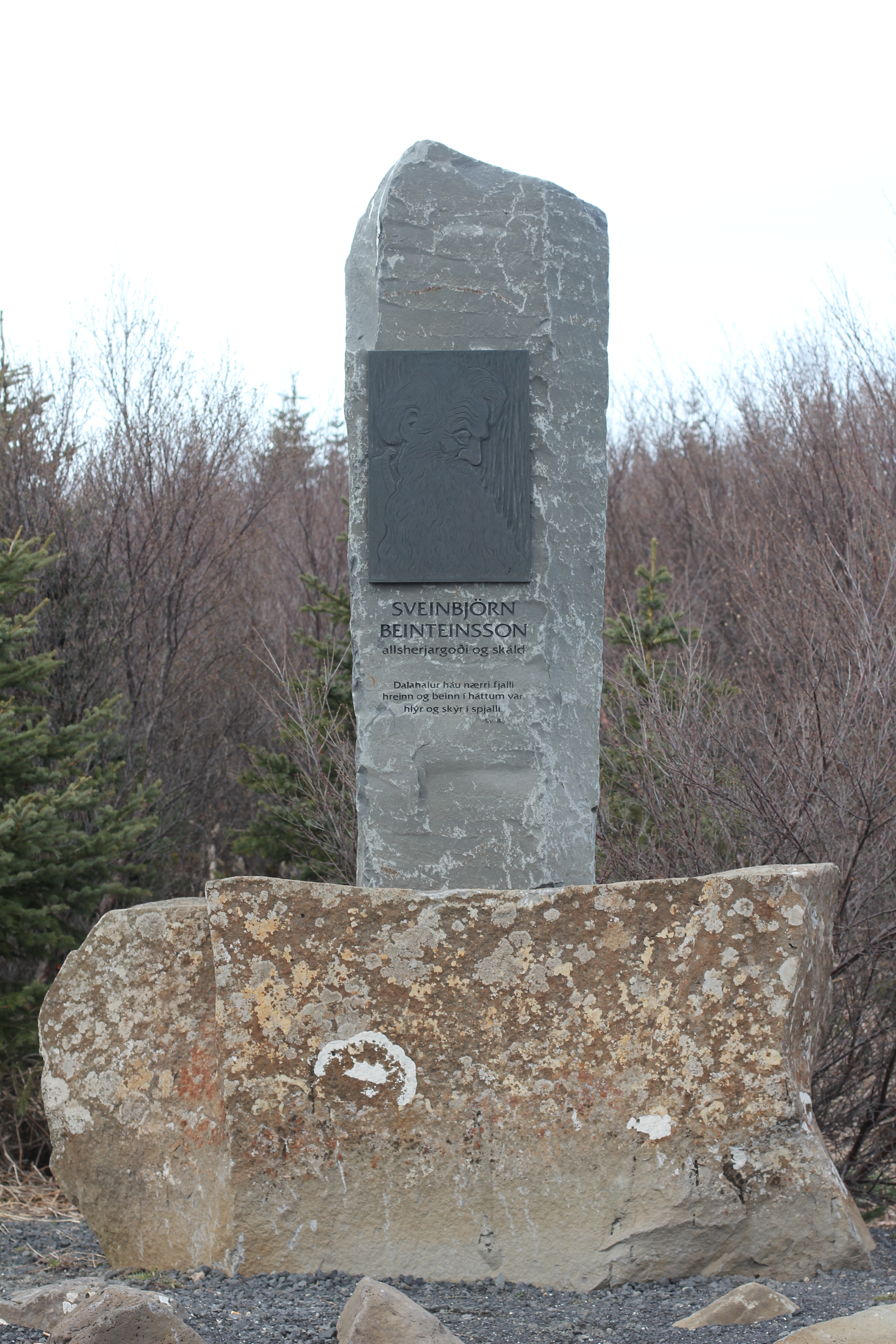
Sveinbjörn-Beinteinsson-Denkmal auf Island

Am 5. August 1973 führte das Ásatrúarfélagið das erste öffentliche Blót (Plural wie Singular) durch, seit 1000 Jahre zuvor öffentliche Blót in Island per Gesetz verboten worden waren. Vor einer von Jörmundur Ingi Hansen angefertigten Statue des Gottes Þórr fand die Veranstaltung bei prasselndem Regen in der Nähe von Sveinbjörn Beinteinssons Bauernhof in Dragháls statt. Das Blót wurde von der Zeitung Visir als „kraftvoll und energiegeladen“ beschrieben, während von anderer Seite kritisiert wurde, dass die recht schlichte Zeremonie der historischen Bedeutung dieses Ereignisses kaum gerecht geworden sei. Die Gründung des Ásatrúarfélagið hatte bereits zu diesem frühen Zeitpunkt zu einem erheblichen Medieninteresse geführt, und zum Zeitpunkt des ersten öffentlichen Blóts weitete sich diese Aufmerksamkeit auch auf ausländischen Medien aus. Der Medienrummel stand aber in keinem Verhältnis zur tatsächlichen Größe der Veranstaltung – bei dem Blót waren in etwa so viele Journalisten wie Teilnehmer anwesend.
Von Anfang an hatte die Vereinigung sehr ehrgeizige Ziele, etwa betreffend den Bau eines Tempels, die Errichtung einer Begräbnisstätte oder die Aufteilung des Landes in sogenannte goðorð (Gemeinde/Amtssitz eines Goden), die durch individuelle Goden geleitet werden sollten. Allerdings erhöhte sich die Mitgliederzahl der Organisation bei weitem nicht in dem Maße, wie es für eine Umsetzung solcher Pläne notwendig gewesen wäre. So hatte Ásatrúarfélagið Mitte der 1970er bis Mitte der 1980er Jahre nur zwischen 70 und 80 Mitglieder. Als die anfängliche Begeisterung etwas abgeebbt war und dem Vorstand der Organisation allmählich klar wurde, dass ihre großen Pläne nicht so schnell in die Tat umgesetzt werden konnten, gab es bei dem Ásatrúarfélagið über einen längeren Zeitraum nur geringfügige Aktivitäten. Nachdem für drei Jahre kein Blót mehr durchgeführt worden war, veranstaltete man 1983 noch einmal eine Zeremonie, um ein paar Dokumentarfilmer mit Material zu versorgen. So dümpelte die Vereinigung bis Mitte der 1980er Jahre dahin. Danach begann die Mitgliederzahl stetig, Jahr für Jahr, zu steigen – von 74 Mitgliedern im Jahre 1985 auf 119 Mitglieder im Jahre 1992. Im gleichen Jahr veröffentlichte Sveinbjörn Beinteinsson seine Autobiographie. Zu diesem Zeitpunkt beschloss die Organisation, dass es an der Zeit war, ihre Aktivitäten wieder zu intensivieren.
Sveinbjörn wirkte von 1972 bis zu seinem Tode im Dezember 1993 als Allsherjargoði. Er führte ein einfaches Leben auf einem Bauernhof ohne elektrischen Strom und auch abseits von jedem sonstigen modernen Komfort. Er war eine liebenswürdig-großväterliche Gestalt, etwas exzentrisch und scheu gegenüber den Medien. Seine Ausstrahlung machte ihn zur „Idealbesetzung“ für die Durchführung alter Rituale. Seine religiösen Ansichten, auch gegenüber anderen Religionen, insbesondere dem Christentum, waren sehr liberal. Seine eigene Bestattungszeremonie beinhaltete sowohl heidnische wie auch christliche Elemente. Darüber hinaus machte Sveinbjörn auch als traditioneller Rímur-Dichter von sich reden. Bis ins 19. Jahrhundert hinein waren die Rímur die am weitesten verbreitete Form der Volksdichtung, und es sind mehr als tausend Rímur-Zyklen erhalten. Viele von ihnen wurden jedoch erst nach jahrhundertelanger mündlicher Überlieferung im 18. und 19. Jahrhundert aufgezeichnet. Danach verlor diese Form der Dichtung deutlich an Popularität. Der Wiederbelebung der Rímur-Tradition widmet sich Kvæðamannafélagið Iðunn, der Verband der isländischen Rímurdichter, der am 15. September 1929 unter Beteiligung von Sveinbjörn gegründet wurde. Insbesondere durch die Herausgabe eines Verzeichnisses aller Rímurversarten „Bragfræði og Háttatal“ hat Sveinbjörn die neuere Rímurdichtung maßgeblich mitgeprägt. Darüber hinaus präsentierte er zusammen mit der Neofolk-Band Current 93 den klassischen Qued-Gesang auf einer Edda-CD. Zu seinem Gedenken wurde ihm zum Sigurblót (Frühlingsfest im April/Ostern) 2010 in Öskjuhlíð ein Denkmal errichtet.

### 2.AllsherjargoðiJörmundur Ingi Hansen (1994–2002)

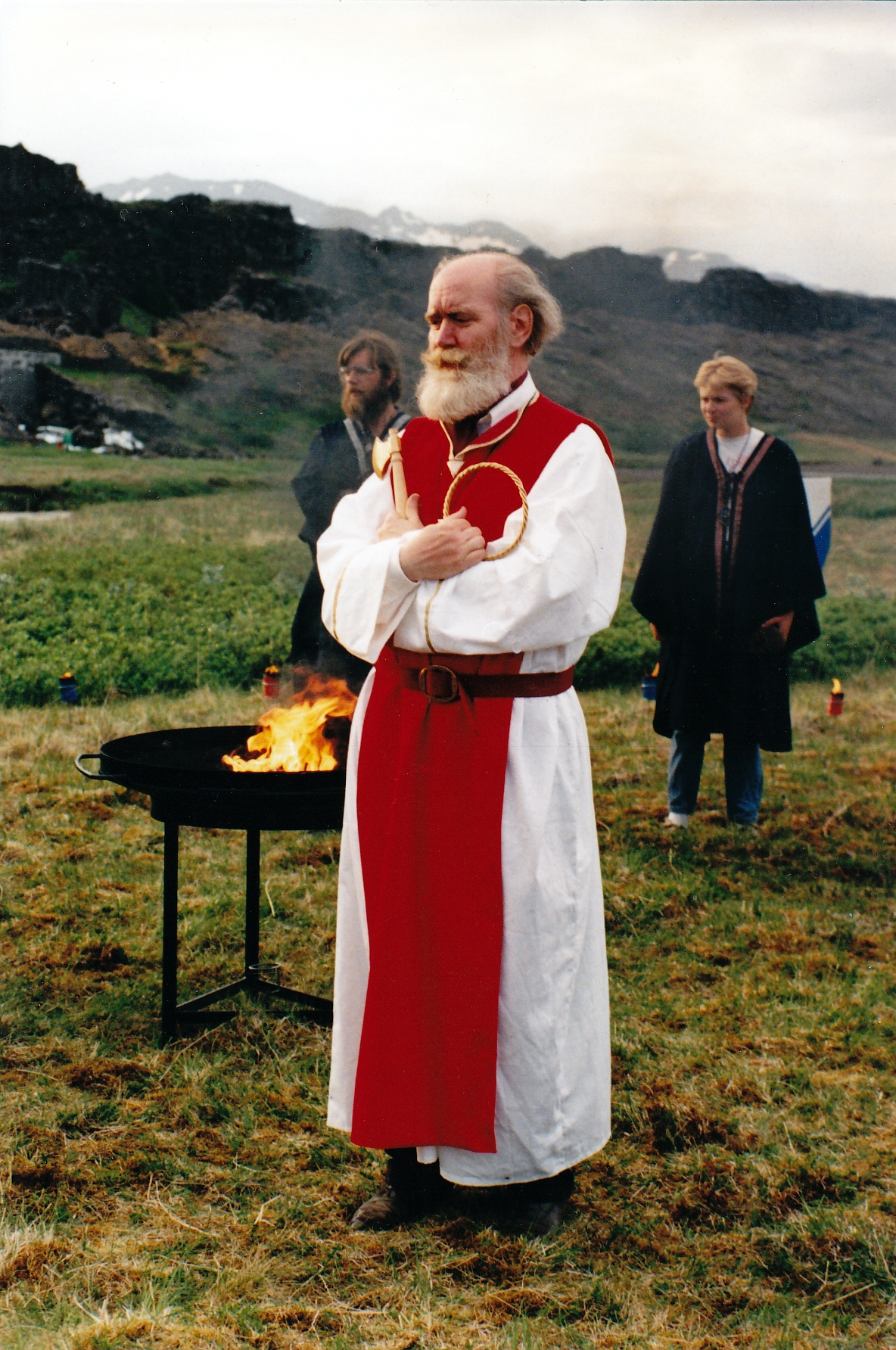
Jörmundur Ingi bei seiner Vereidigung zum Allsherjargoði im Juli 1994

Im Herbst 1993 starb Sveinbjörn Beinteinsson. Daraufhin wurde 1994 Jörmundur Ingi Hansen zum neuen Allsherjargoden gewählt.
Er war, wie Sveinbjörn, ein gelehrter älterer Herr und verfügte über umfassende Kenntnis der altnordischen Literatur. Im Unterschied zu seinem Vorgänger verfügte er jedoch auch über ein Geschick im Umgang mit den Medien. Er war ein guter Redner und stand gerne im Licht der Öffentlichkeit. Während seiner Amtszeit konnte ein rascher Anstieg der Mitgliederzahl von 172 im Jahre 1994 auf 628 im Jahre 2002 verzeichnet werden, dabei stieg der Anteil der weiblichen Mitglieder von 13 % im Jahre 1994 auf 21 % im Jahre 2002.
Im Jahr 1999 konnte schließlich eins der ursprünglichen Ziele des Ásatrúarfélagið erreicht werden: die Errichtung einer eigenen Begräbnisstätte. Die Begräbnisstätte wurde von Jörmundur Ingi Hansen gestaltet, und die erste Beerdigung wurde dort bereits im selben Jahr durchgeführt.
Anlässlich des 1000-jährigen Jubiläums der Christianisierung Islands veranstaltete der isländische Staat gemeinsam mit der isländischen Staatskirche im Sommer 2000 ein Fest auf dem Þingvellir. Das Ásatrúarfélagið führte zur gleichen Zeit ihr eigenes jährliches Blót auf Þingvellir durch. Hierdurch kam es zu einigen Konflikten, bei denen es oberflächlich um die Nutzung von öffentlich zugänglichen Einrichtungen ging, untergründig aber erhebliche ideologische Spannungen zwischen den Religionsgemeinschaften deutlich wurden. Am Ende nahmen mehr als 1000 Menschen am Ásatrúarfélagið-Þingblót teil – das waren mehr Teilnehmer als bei allen vorangegangenen Zeremonien der Organisation.
Im Jahr 2000 übertraf die Mitgliederzahl des Ásatrúarfélagið die der Vereinigung der Buddhisten Islands und die der isländischen Bahá'í-Gemeinde, damit wurde es zur größten nicht-christlichen religiösen Gemeinschaft Islands. Dieses Wachstum machte jedoch eine erhöhte Komplexität der Vereinsorganisation notwendig, was zu internen Streitigkeiten und Kompetenzkonflikten führte. So wurde Jörmundur Ingi Hansen ein Opfer seines eigenen Erfolges. Als Allsherjargode wollte er, wie Sveinbjörn Beinteinsson vor ihm, als Vorsitzender, Kassenwart, Fürsprecher und religiöser Führer in einem fungieren. Mit dem Wachstum der Gemeinschaft konnten diese Aufgaben jedoch nicht mehr von einer einzelnen Person wahrgenommen werden.

### 3.AllsherjargyðjaJónína Kristín Berg (2002–2003)
Im Jahr 2002 entließ der Vorstand Jörmundur Ingi Hansen und setzte Jónína Kristín Berg (* 1962) als vorläufige Allsherjargyðja ein. Um der Ásatrúarfélagið nicht zu schaden, verzichtete Jörmundur Ingi Hansen zunächst auf die Gründung einer eigenen Religionsgemeinschaft. 2006 gründete er jedoch das Reykjavíkurgoðorð, das 2009 staatlich anerkannt wurde und heute etwa 22 Mitglieder hat.

### 4.AllsherjargoðiHilmar Örn Hilmarsson (2003 bis heute)

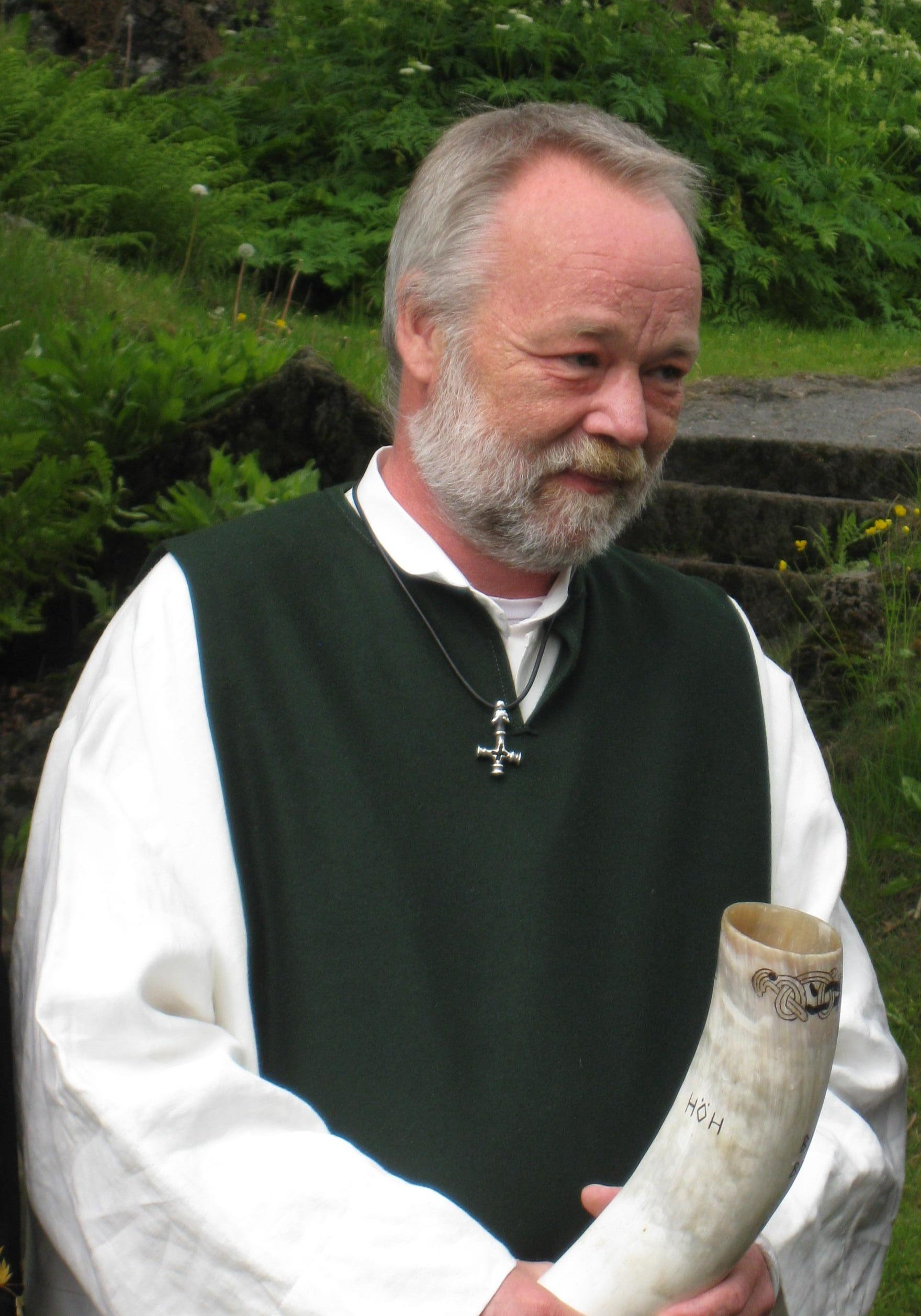
Hilmar Örn Hilmarsson, der vierte Allsherjargoði bei einer Zeremonie im Juni 2009

2003 wurde der international bekannte Musiker Hilmar Örn Hilmarsson zum Allsherjargoden gewählt und 2009 in seinem Amt bestätigt. Unter seiner Amtsführung konnte der demografische Trend der vergangenen Jahre fortgesetzt werden. Die Zahl der Mitglieder stieg von 628 im Jahr 2002 auf 2382, was etwa 0,7 % Anteil an der Bevölkerung entspricht, im Jahr 2014, wobei der Frauenanteil auf über 32 % angestiegen ist.
Im Jahr 2003 begannen die ersten Vorbereitungen für die Errichtung eines Tempels (isländisch „Hof“). Jede auf Island anerkannte Religionsgemeinschaft hat das Recht, von der Stadtverwaltung Reyklavík ein Grundstück für die Errichtung eines religiösen Zentrums zur Verfügung gestellt zu bekommen. Ein Antrag auf diesen Bauplatz wurde noch im selben Jahr eingebracht.
Im Jahr 2006 erhöhte das isländische Rechtsministerium die Anzahl der Goden, denen es erlaubt ist, rechtsverbindliche Zeremonien durchzuführen von zwei, dem Allsherjargoden und seinem Stellvertreter, auf fünf. Heute sind zwei dieser fünf Goden Gydjas, also weibliche Priesterinnen.
Im Januar 2008 entschied die Stadtverwaltung, Ásatrúarfélagið ein Grundstück im Öskjuhlíð zuzuteilen. Bis September 2008 wurden im Auftrag der Gemeinschaft von fünf Architekten verschiedene Entwürfe für den Bau eines Tempels ausgearbeitet. Als Folge der durch den Zusammenbruch der isländischen Banken ausgelösten Finanzkrise im Oktober 2008 verlor die Organisation jedoch einen Teil ihres angesparten Kapitals, was die Errichtung des Hofs deutlich verzögerte.
Anfang Januar 2015 gab Hilmar Örn Hilmarsson in seiner Eigenschaft als Allsherjargoði bekannt, dass nunmehr die Planungsphase abgeschlossen sei und sämtliche nötigen Genehmigungen für den Bau erteilt worden seien. Der Hof wurde vom Architekten und Ásatrú Magnús Jensson geplant und setzt bewusst auf eine moderne Architektur. Das Hauptgebäude selbst wird in den Fels des Hügels integriert, Baumaterial wird neben Beton und Glas hauptsächlich isländisches Holz sein. Baubeginn ist im Frühjahr 2015, die Fertigstellung war ursprünglich für den Sommer 2016 geplant. Im Juli 2017 wurde aufgrund der anspruchsvollen Architektur des Gebäudes als Termin für die Fertigstellung Mitte 2018 genannt, was sich aber aufgrund wirtschaftlicher und architektonischer Schwierigkeiten als nicht machbar erwies. Die Fertigstellung wurde schließlich stufenweise aufgeteilt: Inzwischen soll der Büroteil noch 2020, der Rest des Tempels bis 2022 fertiggestellt werden.

## Glaubensinhalte
Die Internetseite des Ásatrúarfélagið (ab 2009) definiert Ásatrú als den Glauben an die isländische oder nordische Folklore (volkstümliche Überlieferung), die Geister und Wesenheiten, die in dieser Folklore versinnbildlicht werden, und weiterhin an die Götter und anderen Wesen des nordischen Pantheons. Von Beginn an hatte das Ásatrúarfélagið keine festen religiösen Dogmen, geschweige denn eine feststehende Theologie. Die einzelnen Mitglieder hängen durchaus unterschiedlichen Glaubensrichtungen an, so gibt es zum Beispiel eine Reihe von Wicca-Anhängern in der Organisation. Obwohl von den Mitgliedern der Ásatrúarfélagið nicht erwartet wird, der Führung einer religiösen Autorität zu folgen, haben alle Goden an der einen oder anderen Stelle ihre persönlichen religiösen Überzeugungen öffentlich gemacht.
Sveinbjörn Beinteinsson fasste seine religiösen Überzeugungen in seiner Autobiografie zusammen, in der er schrieb, dass er nicht einer einfachen religiösen Überzeugung folge, sondern vielmehr einen „etwas unruhigen Glauben“ habe:

„Mein Glaube basiert auf einer ständigen Suche, wobei ich aber nicht krampfhaft suche. Es nützt nichts, los zu stürzen, um irgendwelche Götter zu suchen. Wenn sie etwas mit mir zu tun haben wollen, dann werden sie wohl kommen. Ich bin mir ihnen oft gewahr geworden, aber ich renne ihnen nicht nach oder rufe nach ihnen. Ich habe sie ein bisschen in mir selbst aber auch in anderen Menschen kennengelernt. … Das Bedeutsamste am Glauben ist, dass er uns die Möglichkeit gibt, zu wachsen und zu gedeihen. Doch die Mäßigung sollte nicht außer Acht gelassen werden. Ohne eine gewisse Mäßigung können wir alle nicht zusammen leben. Ein maßloser Mensch ist ein völlig verrückter Mensch.“

In einem 1992 gegebenen Interview brachte Jörmundur Ingi Hansen seine Ansichten über verschiedene theologische Themen, über die Natur der Götter und die Grundlage seines heidnischen Glaubens zum Ausdruck.

„Ég lít svo á að heimurinn sé tvískiptur í eðli sínu, skiptist í uppbyggjandi öfl, æsi, og hin eyðandi öfl sem við köllum jötna. … Ásatrú eða heiðni er í grundvallaratriðum ekki annað en að gera sér grein fyrir þessari tvískiptingu og skipa sér í lið ása. Það gerir maður best, að mínu viti, með því að vera sjálfum sér samkvæmur, lifa í sátt við náttúruna, umgangast hana með virðingu og hlíta allsherjarreglu. … Guðirnir móta bústað manna, jörðina og sólkerfið úr því efni sem fyrir er. Að því leyti getum við litið á náttúruöflin sem sjálfa guðina og það gerði fólk til forna að miklu leyti.“

„Meiner Ansicht nach wird die Welt durch zwei wesensverschiedene Urkräfte geprägt, die erbauenden Kräfte der Æsir, und die zerstörerischen Kräfte, die wir als Riesen bezeichnen. … Ásatrú oder Heidentum besteht im Grunde nur darin, diese Zweiteilung zu erkennen und sich für die Seite der Æsir zu entscheiden. Der beste Weg, dies zu tun, ist meiner Meinung nach, im Reinen mit sich selbst und im Einklang mit der Natur zu leben, und diese Lebenseinstellung mit gegenseitigen Respekt und einem Sinn für die gegebene Ordnung zu verbinden. … Die Götter schufen die Wohnstätten der Menschen, die Erde und das Sonnensystem aus dem Material, das bereits existierte. Insofern können wir die Kräfte der Natur als die Götter selbst ansehen. Und das haben die Menschen in der Antike zu einem großen Teil auch so gemacht.“

1996 sagte Jónína K. Berg in einem Interview: 

„Ásatrúin er algyðistrú. Jörðin, loftið og vatnið hefur mikið gildi fyrir okkur. Við erum hluti af jörðinni en ekki herrar hennar.“

„Ásatrú ist eine pantheistische Weltanschauung. Die Erde, die Luft und das Wasser haben eine große Wertigkeit für uns. Wir sind ein Teil der Erde und nicht ihre Herren.“

Hilmar Örn Hilmarsson fasste 2003 in einem Interview seinen Glauben folgendermaßen zusammen:

„Ég trúi á æðri mátt sem birtist okkur í fjölbreytileika náttúrunnar og mannlífsins. Við erum með birtingarform á ákveðnum frumkröftum, sem við höfum gefið guðanöfn og við erum með deildaskiptingu í hlutverkum guðanna. Þetta eru öfl sem eru sýnileg, hálfsýnileg og stundum ósýnileg. Maður getur röflað endalaust fræðilega um hlutverk ákveðinna guða, en þegar allt kemur til alls, þá er þetta spurning um tilfinningu fyrir mismunandi þáttum lífsins.“

„Ich glaube an eine höhere Macht, die uns in der Vielfalt der Natur und des menschlichen Lebens erscheint. Wir erkennen Manifestationen bestimmter Urkräfte, die wir als Götter auffassen, und wir erkennen unterschiedliche Rollen der Götter darin. Dies sind Kräfte, die mal sichtbar, mal halb sichtbar und manchmal unsichtbar sind. Man könnte einen langen gelehrten Disput über die Rollen der einzelnen Götter führen, aber letzten Endes ist es eine Frage des Gefühls für die verschiedenen Aspekte des Lebens.“

## Das Blót und andere Rituale

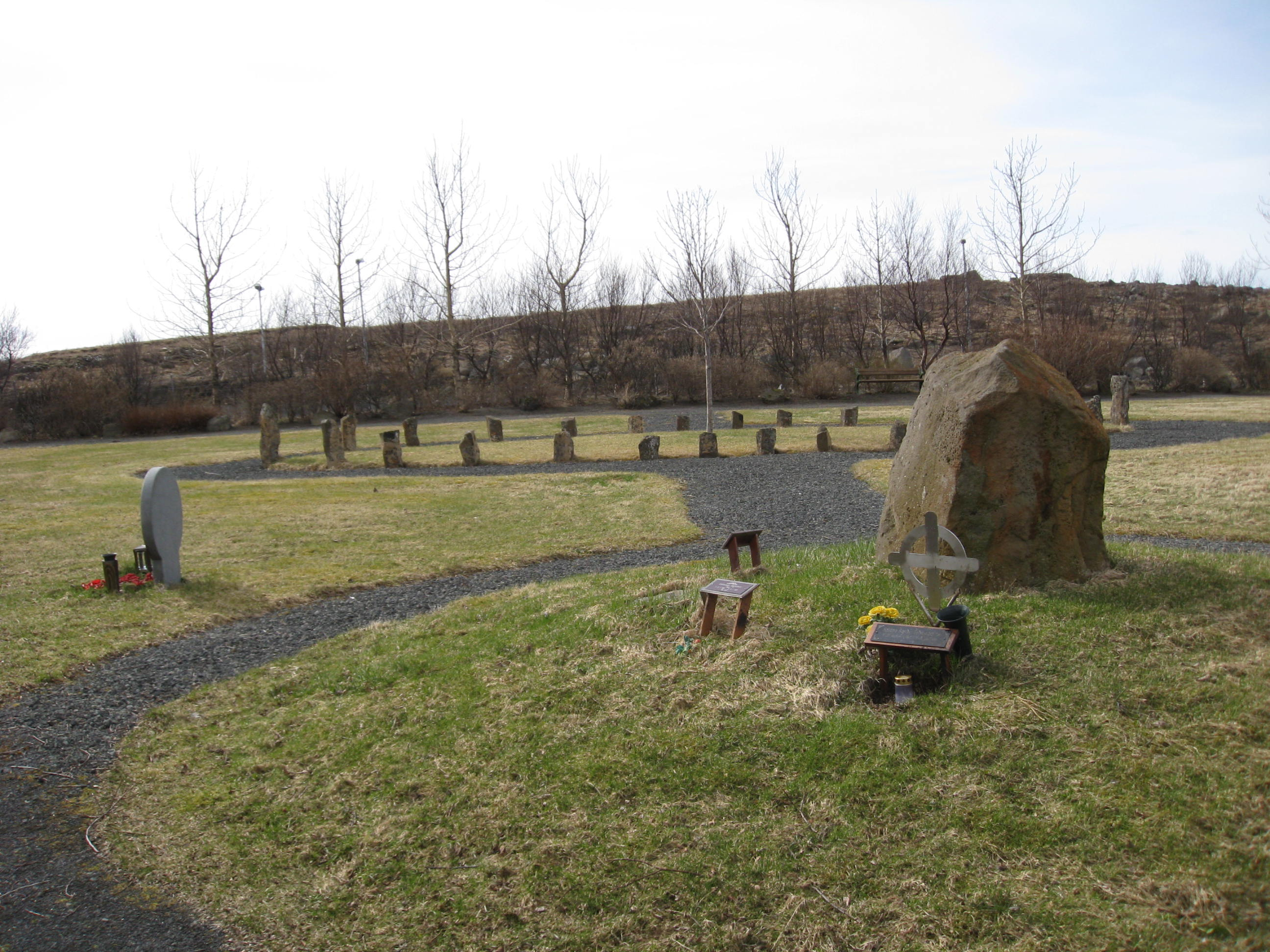
Die heidnische Begräbnisstätte in Form einer Schiffssetzung in Reykjavík

Das wichtigste Ritual, das von den Ásatrúarmenn durchgeführt wird, ist das gemeinschaftliche Blót. Ein Blót der Ásatrúarmenn beginnt, indem ein Gode die Zeremonie durch das Vortragen einer bestimmten Formel heiligt und für ihre Dauer allen Anwesenden ein Friedensgebot auferlegt. Dem folgt das Rezitieren oder Singen von Versen aus der Lieder-Edda. Insbesondere das „Hohe Lied“ (→ Hávamál) gilt als wichtigste Schrift der isländischen Neogermanen.
Als Nächstes wird ein Trinkhorn unter den Teilnehmern herumgereicht. Die Blót-Teilnehmer trinken in drei Runden auf die Götter, Wichte (is. vættir) und Ahnen, und man bietet diesen Trankopfer dar. Dieser erste Teil der Zeremonie wird oft im Freien durchgeführt. Ihm folgt ein gemeinsames Fest, üblicherweise in den jeweils vorhandenen Innenräumen. Das eigentliche Fest wird zumeist durch musikalische Darbietungen oder andere Formen der Unterhaltung untermalt.
In den frühen Tagen der Bewegung wurden ihre Gründer gefragt, ob sie auch das rituelle Schlachten von Tieren während des Blóts durchführen würden. Die allgemeine Antwort darauf war, dass dies zwar kein moralisches Problem darstellen würde, es wäre jedoch ziemlich unpraktisch. Sveinbjörn Beinteinsson bemerkte hierzu:

„Nei, og það stafar einfaldlega af því að við nennum því ekki. Það er miklu auðveldara að fá sér bara kjötskrokk, enda gerum við það. Hér áður fyrr var það eðlilegt að slátra skepnunni á staðnum því þá gátu menn ekki geymt kjöt. En við nútíma aðstæður er það hreinn óþarfi og of mikið umstang.“

„Nein, aus dem einfachen Grund, dass wir uns nicht die Mühe machen wollen. Es ist heutzutage viel einfacher, Fleisch vom Schlachter zu beziehen, und genau das tun wir auch. In früheren Zeiten war es normal, das Tier an Ort und Stelle zu schlachten, weil die Menschen nicht die entsprechenden Möglichkeiten besaßen, Fleisch aufzubewahren bzw. frisch zu halten. Aber unter den heutigen modernen Bedingungen ist so etwas völlig unnötig und bereitet einfach zu viel Mühe.“

Trotz alldem brachte ein sympathisierender bildender Künstler zum ersten öffentlichen Blót einen lebendigen Hahn mit, den er in der Küche enthauptete, während das Lamm für das Blótmahl zubereitet wurde.
Die fünf wichtigsten Blót-Feiertage sind das Jólablót (Jul, Weihnachten), auch Vetrarsólstöðublót (wörtlich Wintersonnenstützopfer) genannt, das zur Wintersonnenwende, d. h. um den 21. Dezember gefeiert wird, das Þorrablót (wörtl. Dürreblót, wobei mit „Dürre“ der Winter gemeint ist), eine Art Völlereifest Ende Januar (findet am ehesten seine Entsprechung im Brauch des Stärktrinkens zu Hochneujahr), das Sigurblót (d. h. Siegesblót – gemeint ist wohl das Besiegen des Winters), ein Frühlingsfest am ersten Tag des Sommers (meistens in der zweiten Aprilhälfte, Ostern), das Þingblót (Blót zum Thing), das traditionell in Þingvellir am 10. Donnerstag nach Sommeranfang, d. h. in den zwei Wochen um die Sommersonnenwende (21./22. Juni) abgehalten wird, und das Veturnáttablót (Herbstnacht, Winternacht, Erntedank) am ersten Tag des Winters (meist zweite Oktoberhälfte bzw. zum Oktobervollmond).
Die Goden halten auch lokale Blót zu verschiedenen Anlässen ab, wie z. B. ein Landvættablót (Landwichteblót).
Zu den weiteren von dem Ásatrúarfélagið durchgeführten Ritualen gehören Namensgebungen, Siðfesta (Jugendweihe, Erreichen der Mündigkeit), Hochzeiten und Beerdigungen. Seit 1999 besitzt die Vereinigung eine eigene Begräbnisstätte, auf der seitdem verschiedene Personen bestattet worden sind.

## Politische und gesellschaftliche Aktivitäten
Im Juni 1974 bezog das Ásatrúarfélagið in einer Pressemitteilung gegen die Legalisierung der Abtreibung Stellung und plädierte für strengere Strafen auf Drogenhandel.
Im April 1975 gab es eine weitere Pressemitteilung gegen Abtreibung, diesmal mit dem Hinweis versehen, dass der Kampf für die Legalisierung der Abtreibung „auf internationale Bewegungen zurückgehen könnte, die den nordischen Staaten und insbesondere der nordischen Rasse feindlich gesinnt wären“. Wenige Tage später erklärte Sveinbjörn Beinteinsson jedoch, dass diese letztere Pressemitteilung nur die Privatmeinung ihres Verfassers wiedergäbe und nicht durch eine rechtskräftige Sitzung des Ásatrúarfélagið legitimiert worden sei.
In den folgenden Jahren äußerte sich das Ásatrúarfélagið kaum zu politischen Fragen, einzelne Mitglieder taten dies jedoch durchaus. Nachdem Þorsteinn Guðjónsson feststellte, dass er sich mit seiner Rassenideologie innerhalb des Ásatrúarfélagið nicht durchsetzen konnte, gründete er 1982 eine eigene Organisation „Norrænt mannkyn“ („nordische Rasse“), die sich für eine Einschränkung der Einwanderung und ein Verbot der Abtreibung einsetzt.
Sveinbjörn Beinteinsson engagierte sich aktiv in der Friedensbewegung und errichtete 1985 eine Níðstöng (wörtlich Neidstange – Fluchstange mit einem Pferdeschädel am oberen Ende) gegen den Bau eines Kernkraftwerks.
In ihrer Studie über das germanische Neuheidentum aus dem Jahre 1991 beschreibt die Literaturwissenschaftlerin Stefanie von Schnurbein das Ásatrúarfélagið zusammenfassend als eine „Mischung aus individualistischen Anarchisten, atheistischen Kirchengegnern und rassistischen Spiritisten“. In einer Studie über das isländische Heidentum aus dem Jahre 2001 widerspricht ihr die Anthropologin María Erlendsdóttir und weist darauf hin, dass von Schnurbein für ihre Feldforschung nur zwei Interviews mit Mitgliedern der Organisation heranzogen habe, was nicht ausreichend sei, um ihre Vorwürfe zu untermauern. Sie machte ferner geltend, dass „die schweren Vorwürfe von Frau von Schnurbein im Widerspruch zu den Grundsätzen des Ásatrúarfélagið stehen, die eine offene Einstellung gegenüber den Menschen aus anderen Kulturen und Ethnien pflegt“, und stellt abschließend fest, dass das zeitgenössische isländische Heidentum fest im Volksglauben und in der literarische Tradition des Landes verwurzelt sei.
In einer im Jahr 2000 durchgeführten Studie über das Ásatrúarfélagið kommt der Religionswissenschaftler Michael Strmiska zu dem Ergebnis, dass die Ásatrú-Bewegungen in den Vereinigten Staaten wie auch in Skandinavien zwar in Teilen mit rassistischen und neonazistischen Ideologien sympathisieren, dass er jedoch keine Kenntnis von einem Mitglied des isländischen Ásatrúarfélagið habe, das derartige Gesinnungen oder Ideologien unterstützt.
Seit den frühen Anfängen war der Schutz der Natur ein wichtiges Thema für die Mitglieder des Ásatrúarfélagið, und die Gemeinschaft engagierte sich vielfach aktiv im Umweltschutz. Im Oktober 2003 errichtete Hilmar Örn Hilmarsson eine Níðstöng gegen das Kárahnjúkar-Wasserkraftwerk, das die Energie für ein Aluminiumwerk liefert. Johanna G. Harðardóttir, ein Gydja, schrieb zu diesem Anlass:

„Wir sind hierher gekommen, um Götter und Schutzgeister zu rufen. Wir wollen um Gnade für unser Land bitten, und wir wollen eine Níðstöng wider diejenigen errichten, die seine Mutter, die Erde entehren.“

Seit 2007 beteiligt sich das Ásatrúarfélagið an der Aufforstung in der Heiðmörk in Zusammenarbeit mit dem isländischen Forstverband.
Die Gemeinschaft hat auch für das Recht gekämpft, homosexuelle Paare zu verheiraten. Ásatrúarfélagið setzt sich weiterhin für die Trennung von Kirche und Staat ein und konnte bislang erreichen, den ihr zustehenden Anteil am Kirchensteueraufkommen zu erhalten, wobei die isländische Staatskirche diese letzteren Bemühungen sogar unterstützte. Das Ásatrúarfélagið kooperiert bei Fragen von gemeinsamem Interesse auch mit anderen isländischen religiösen Vereinigungen, insbesondere mit der Reykjavíker Freikirche.
Im Jahr 2003 wurde Sigurjón Þórðarson, ein aktives Mitglied und Gode des Ásatrúarfélagið, für die Liberale Partei Islands (Frjálslyndi flokkurinn) in das Althing gewählt. Damit zog erstmals seit dem 14. Jahrhundert wieder ein Gode und ein Jahrtausend nach dem Übertritt der Isländer zum Christentum wieder ein öffentlich bekennender Heide in das Althing ein.
Mit Ásatrúarfélagið hat sich aus einer kleinen Gruppe von „Exzentrikern“ eine in Island weithin etablierte Religionsgemeinschaft entwickelt. Viele in der Öffentlichkeit angesehene Personen scheuen sich nicht, ihre Mitgliedschaft bei Ásatrúarfélagið öffentlich bekanntzugeben. Zum Teil ist es regelrecht „in“, Ásatrúarmenn zu sein. So haben das Wikingerzentrum in Njardvík und das Landnahmemuseum in Akranes Ásatrúarfélagið dazu eingeladen, bei ihnen einen Hof (Tempel) zu errichten, um an ihrer Popularität teilzuhaben.
Im August 2014 hat sich Ásatrúarfélagið in einer Stellungnahme klar gegen jegliche Vereinnahmung durch rassistische oder militaristische Strömungen gestellt. In einem Interview mit dem Nachrichtenportal Vísir hat Hilmar Örn Hilmarsson rechtsradikale und rassistische Strömungen im Neuheidentum als „arisches Christentum“ und „Nazichristentum“ verurteilt und betont, dass derartige Ansichten weder mit dem Ásatrúarfélagið noch mit dem in Island praktizierten Ásatrú vereinbar seien.